# 対人障害システム
対人障害システム（たいじんしょうがいシステム）は、敵歩兵の進撃を食い止める目的で使用される障害の運用を遠隔地から無線で集中制御する、陸上自衛隊の装備。2002年から配備が開始された。

## 経緯
1998年に対人地雷の使用、貯蔵、生産及び移譲の禁止並びに廃棄に関する条約（対人地雷全面禁止条約）が発効した。
これを受けて締約国である日本は2003年にすべての対人地雷を廃棄した。同条約では自動的に爆発しないものは適用外であるため、以前から採用されていた、スウェーデンで開発された指向性の対車両地雷であるFordonsmina 13（FFV 013）をライセンス生産した「指向性散弾」だけは廃棄の対象から外れている。
長い海岸線を有し、専守防衛を志向する日本にとって、地雷は敵の上陸を妨げるのに有効な兵器であったが、地雷廃棄の後は新たな敵軍の上陸阻止手段が必要となった。この問題に対応するため、監視装置で障害が設置された付近を視察しつつ、遠隔地から無線でトラップセンサーによる敵の侵入の検知や複数の障害の起爆を集中制御する事ができる本システムが考案され、開発・配備されるに至った。
この対人障害システムの構成要素の一つである爆薬部には、80式対人地雷を原型とする「障害I型」と指向性散弾を原型とする「障害II型」の2種類があり、共に遠隔操作による手動起爆指令によってのみ爆発する様になっている。

## 構成
- 監視装置
- 設置用器材
- 発火制御部（指令装置、中継器、遠隔発火器）
- センサー部（熱電池、わな線）
- 爆薬部（障害I型、障害II型）